# 王旭 (レスリング選手)
王旭（おう きょく、Wang Xu, 1985年9月27日 - ）は、中国の女子レスリング選手。2004年アテネオリンピックレスリング72kg級の金メダリストである。

## 実績
- オリンピック
  - 2004年アテネオリンピック　金メダル
- 世界選手権
  - 2位　2002年
  - 3位　2003年
- アジア大会
  - 優勝　2006年
- アジア選手権
  - 優勝　2001年